# Cinnamon's wake
Cinnamon's wake es el 5.º episodio de la serie de televisión norteamericana Gilmore Girls.

## Resumen del episodio
Durante un festival de venta de comida en Chilton, Sookie le prende fuego a una mesa, llamando la atención de todo el mundo y de Max Medina. Él se acerca a la mesa y conversa con Lorelai, llegando ambos a establecer finalmente una fecha para la cita. Entre tanto, Rory se siente muy incómoda cada vez que se encuentra con Dean (el muchacho que conoció el último día en la preparatoria pública de Stars Hollow), ya que él se subió al autobús que Rory toma para ir a la escuela, y también lo encuentra en el supermercado donde él trabaja. Lorelai se encuentra preocupada pues no sabe cómo decirle a su hija que va a tener una cita con uno de sus profesores y cuál será la reacción de ella; pero debido a que los vecinos de Lorelai, Babette y Morey, sufren la pérdida de su amada gata, Cinnamon, ella se ve obligada a cancelar la cita que iba a tener con Max para poder asistir y ayudar en el velorio de la gata que toda la gente del pueblo ha organizado. Ahí, Rory vuelve a encontrar a Dean y le dice que sí le interesa en algo, pero luego se va corriendo. Y Emily se molesta con Lorelai pues su hija prefirió ir al velorio de un gato en vez de ir al de uno de sus familiares.

## Curiosidades
- En este episodio, Kirk conoce a Miss Patty, sin embargo en la sexta temporada ésta menciona que Kirk había estado en su escuela 20 años atrás.

- Datos: Q11680743